# Флаг Динского района
Флаг муниципального образования Динско́й район Краснодарского края Российской Федерации — опознавательно-правовой знак, служащий официальным символом муниципального образования.
Ныне действующий флаг утверждён 22 августа 2006 года решением Совета муниципального образования Динской район № 305-20\1 и внесён в Государственный геральдический регистр Российской Федерации с присвоением регистрационного номера 2591.

## Описание
«Флаг Динского района представляет собой прямоугольное полотнище с отношением ширины к длине 2:3, разделённое по горизонтали на три полосы — малиновую в 2/3 ширины полотнища, жёлтую и синюю, в 1/6 полотнища каждая; жёлтая и синяя полоса разделены волнообразной линией. Посередине малиновой полосы изображены две белые шашки и поверх них жёлтый лапчатый крест из герба района».

## Обоснование символики
Центр района — станица Динская — была основана в 1794 году как куренное селение Черноморского казачьего войска. Жёлтый (золотой) лапчатый крест один из символов запорожских казаков в сочетании с казачьими шашками символизирует черноморских казаков, составивших основу кубанского казачества. Особая роль казаков в развитии Динской земли показана пурпурным (малиновым) цветом — традиционным для запорожского (черноморского) казачества. Также этот цвет символизирует благородство, славу, достоинство. Жёлтый крест и белые шашки аллегорически показывают заслуги казачества, ставшие залогом развития Динского района. Жёлтый цвет (золото) — символ богатства, стабильности, уважения, интеллекта.
Белый цвет (серебро) — символ чистоты, совершенства и взаимопонимания.
Полосы в основании флага — своеобразный «фундамент» аллегорически символизирует основу экономики района:
— синяя волнистая полоса символизирует многочисленные реки района, крупнейшая из которых — Кубань. Практически все водоёмы пригодны для рыбохозяйственных целей и обустройства спортивных баз для любительского лова рыбы.
— жёлтая полоса — символ богатого урожая различных сельскохозяйственных культур, выращенных на плодородных чернозёмных почвах.

## См. также

Флаги муниципальных образований Динского района
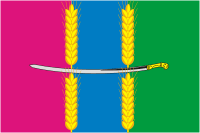
Флаг Васюринского сельского поселения
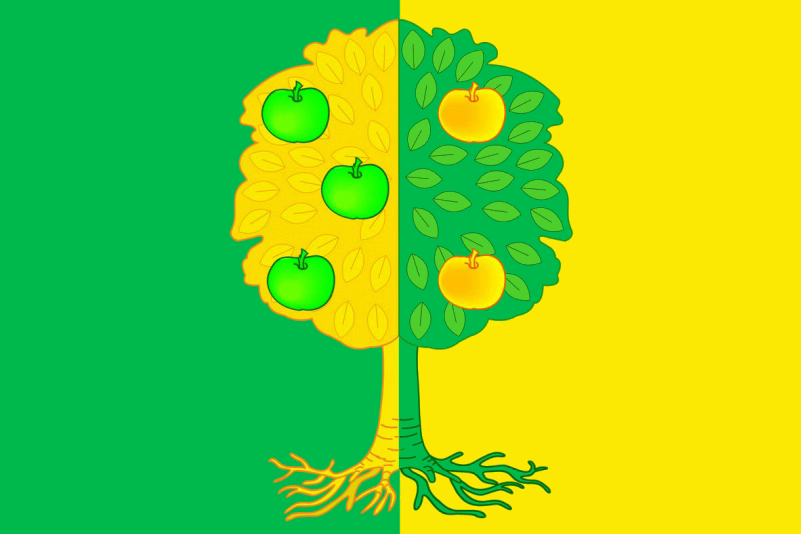
Флаг Мичуринского сельского поселения
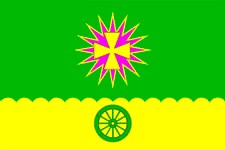
Флаг Нововеличковского сельского поселения
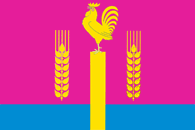
Флаг Первореченского сельского поселения
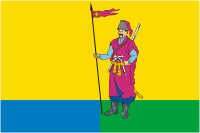
Флаг Пластуновского сельского поселения
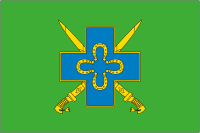
Флаг Старомышастовского сельского поселения
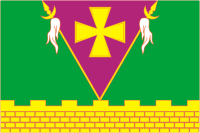
Флаг Южно-Кубанского сельского поселения